# Musée départemental du Bugey-Valromey
Le musée départemental du Bugey-Valromey est un musée consacré au Bugey et au Valromey, situé à Lochieu au pied du Grand Colombier dans l'Ain en Auvergne-Rhône-Alpes.

## Histoire
L'association Sites et monuments du Valromey créée en 1967 par Paul La Bâtie achète en 1971 une maison Renaissance. Après restauration et aménagement intérieur, le musée ouvre au public en 1974. Il est inauguré officiellement le 27 juillet 1975. En 1977, une première annexe puis en 1981 une seconde sont ouvertes. En 1984, l'association achète la grange dans le prolongement de la maison et l'inaugure le 26 juillet 1986.
En 1989, une convention est signée entre l’association et le conseil général de l'Ain. Le « Musée rural du Valromey » devient « Musée rural du Bugey-Valromey » puis « musée du Bugey-Valromey ». En 1994, un nouveau bâtiment est construit pour accueillir la billetterie, une boutique, une salle d’exposition temporaire, une salle d’animation, …
En 1996, les collections et les bâtiments sont donnés au Département. En 2007, une salle hors-sac est construite.
En 2014, un projet scientifique et culturel est rédigé pour les 5 ans à venir.

### Le bâtiment
Le musée départemental comprend : 
- une maison Renaissance, bâtiment de caractère daté du XVIe siècle (1561),
- les granges qui accueillent les expositions permanentes "Outils et métiers du bois".
- en vis-à-vis, le bâtiment moderne qui accueille les collections de bois tourné.

### Les collections
L’essentiel des collections permanentes résulte d’une collecte réalisée par l’association Sites et monuments du Valromey.
Depuis la création de la Conservation départementale en 1986, la mission de collecte et d’étude figure parmi les missions essentielles du service.

#### Ethnologie et histoire rurale
Dans la maison Renaissance :
- exposition permanente La vie domestique en Bugey soit en moyenne montagne entre 1850 et 1950 (tâches quotidiennes, confort domestique, enfance, croyances religieuses)[3].
- exposition permanente Le Bugey, histoire par monts et par vaux[4].

Dans les annexes réaménagées une première fois en 2000 puis en 2014, une première salle est consacrée aux objets du travail agricole, une seconde à l’artisanat : outils liés au travail du bois et à la poly-activité montagnarde (agriculture, élevage laitier, apiculture, travaux forestiers).

#### Arts graphiques
Dans la maison Renaissance, l'exposition permanente Le Bugey, histoire par monts et par vaux comprend une salle de peintures et gravures.
Les œuvres suivantes étaient jusqu'à présent exposées dans la salle:
- Théodore Levigne (1848-1912), Gardeuse d'oie dans un village du Bugey, 1876. Huile sur bois.
- Henri Grosjean (1864-1948), Sur le plateau de Retord. Huile sur toile.
- Charles Rouvière (1866-1924), Chaumière en Bugey, 1912. Huile sur toile. Inv. 2003.98.1
- Gaston Balande (1880-1971), Le pont de Savoie à Bellegarde en Valserine, 1947. Huile sur papier marouflé sur toile.
- Louis Morel (1887-1975), La rivière d'Ain, vers 1964. Huile sur isorel.
- Yvonne Récamier (1888-1949) :

Vue d'un pont sur l'Ain. Aquarelle.
Lac de St Champs. Aquarelle.
- Marcel Martin (1906-1993), Champ de blé, 1975. Huile sur toile.
- Lucien Genet :
  - Ciel gris au Mont Clergeon, vers 1956. Pastel.
  - Le faucheur en Valromey, vers 1980. Pastel.
  - Les gerbes autour de Cézeyrieu, vers 1980. Pastel.
  - Séran dans le sous-bois
  - Pêche au Séran
- Paulette Genet
- Elisabeth Lennard (1953-....), Lucy Church Amiably,1996. Tirages argentiques rehaussés à la peinture à l'huile. Inv. 2011.10.01

Aujourd'hui, et ce pendant la durée de l'exposition temporaire Charles Machet, sculpteur (1902-1980). Des oeuvres de l'intime au Monument de Cerdon, l'ancienne chambre et la salle de peinture ont été réinvesties et rénovées pour accueillir des huiles, des pastels, des croquis et des sculptures de l'artiste.

#### Bois tourné
Exposition permanente L’essence du bois, gestes et esprit de la création : plus de 200 créations artistiques contemporaines en bois tourné.
Artistes exposés : François Achilli, Pierre Antoine, Georges Baudot, Thierry Berthéas, Gérard Bidou, Jérôme Blanc, Philippe Bourgeat, Gilbert Buffard, Luc Caquineau, Bernard Chiappero, Jean-François Delorme, Christian Delhon, Jean-Dominique Denis, Maria Di Prima, Cyril Drivière, Jean-François Escoulen, Gérard Genestier, François Grignon, Henri Gröll, Laurent Guillot, Daniel Guilloux, Alain Mailland, Gil Manconi, André Martel, Thierry Martenon, Jean-Luc Mérigot, Fabrice Micha, Sébastien Molard, Elisabeth Molimard, Christophe Nancey, Eddy Parkiet, Christian Pral, Marc Ricourt, Daniel Salvucci, Roman Scheidel, Jean-Renaud Scordia, Mark Sfirri, Bruno Suire, Blaine Taylor, Claudine Thiellet, Brigitte Trier, Rémi Verchot....

### Expositions temporaires
- Charles Machet, sculpteur (1902-1980). Des oeuvres de l'intime au Monument de Cerdon. 1er juin 2022- 6 novembre 2022[6]
- Wood ! 1er juillet 2020 - 1er novembre 2021[7]
- L'Ain au menu. Un art de la gastronomie. 1er avril - 3 novembre 2019[7]
- Paysages contrastés. 1er avril 2017 - 31 mai 2018[7].
- Le Bugey d’Antoine Duclaux (1783-1868). 25 avril 2015 - 1er novembre 2016[8],[9].
- La légion d'honneur. 18 septembre 2015 - 1er novembre 2015[10].
- La route, le Bugey, le monde. 1er juin 2013 - 1er novembre 2014[11],[12].
- Le Bugey de 1909 à 2013. Été 2013.
- Gertrude Stein et le Bugey 1924-1944. 18 juin 2011 - 1er novembre 2012[13],[14]
- Nouvelles frontières : Le paysage dans la photographie contemporaine, acte 2. 15 juin 2010 - 30 septembre 2010[15]
- Nouvelles frontières : Le paysage dans la photographie contemporaine. 15 juin 2009 - 30 septembre 2009[16]
- Les médiateurs de la terre : regards sur la polyactivité de moyenne montagne en Rhône-Alpes avril 2007 - 1er novembre 2008[17]
- Charles Machet sculpteur, 1902-1980 7 avril 2002 - 1er novembre 2002[18]
- Le bois, matière à poésie. 2000 - 11 novembre 2000
- A l'alambic et aux moulins... Des hommes et des machines. 2000 - 11 novembre 2000
- Itinéraires de deux artistes-peintres, Paulette et Lucien Genet, 1930-1980. avril 1998 - novembre 1998[19]
- Quand je serai grand je serai... Jeux et jouets de simulacre. 1997 - 11 novembre 1997
- La ménagerie céleste. 1996 - 11 novembre 1996
- Yvonne Récamier : dessins et aquarelles, 1888-1949. 15 juin 1995 - 31 octobre 1995[20]
- Tas de Bois. 1993

#### Catalogues d'exposition
- Delphine Cano, Musée du Bugey-Valromey (Lochieu, Ain), Le Bugey d'Antoine Duclaux, 1783-1868 : dessins et peintures, Bourg-en-Bresse, Conseil général de l'Ain, Conservation départementale des musées de l'Ain, 2015, 46 p. (ISBN 978-2-907981-39-2)
- Delphine Cano, Musée du Bugey-Valromey (Lochieu, Ain), La route, le Bugey, le monde : [exposition, Musée départemental du Bugey-Valromey, Lochieu, 1er juin-1er novembre 2013], Bourg-en-Bresse, Conseil général de l'Ain, Conservation départementale des musées de l'Ain, 2013, 143 p. (ISBN 978-2-907981-35-4)
- Musée du Bugey-Valromey (Lochieu, Ain), Gertrude Stein & le Bugey : 1924-1944, Bourg-en-Bresse, Conseil général de l'Ain, Conservation départementale des musées de l'Ain, 2012, 112 p. (ISBN 978-2-907981-32-3)
- Agnès Bruno, Musée du Bugey-Valromey (Lochieu, Ain), Les médiateurs de la terre : regards sur la polyactivité de moyenne montagne en Rhône-Alpes, Bourg-en-Bresse, Direction de la conservation départementale-Musée des Pays de l'Ain, 2008, 73 p. (ISBN 978-2-907981-20-0)
- Agnès Bruno, Musée du Bugey-Valromey (Lochieu, Ain), Charles Machet sculpteur, 1902-1980, Bourg-en-Bresse, Direction de la conservation départementale-Musée des Pays de l'Ain, 2002, 46 p. (ISBN 978-2-907981-12-5)
- Agnès Bruno, Musée du Bugey-Valromey (Lochieu, Ain), Bois de rêve, bois travaillés : géographie, industrie, créations, histoire, essence, imaginaire, tournage, économie, métiers, Bourg-en-Bresse, Direction de la conservation départementale-Musée des Pays de l'Ain, 2002, 192 p.
- Agnès Bruno, Musée du Bugey-Valromey (Lochieu, Ain), Itinéraires de deux artistes-peintres, Paulette et Lucien Genet, 1930-1980, Bourg-en-Bresse, Direction de la conservation départementale-Musée des Pays de l'Ain, 1998, 51 p. (ISBN 978-2-910683-07-8)
- Musée du Bugey-Valromey (Lochieu, Ain), Yvonne Récamier : dessins et aquarelles, 1888-1949, Bourg-en-Bresse, Direction de la conservation départementale-Musée des Pays de l'Ain, 1995, 63 p.